# Загора (Албанија)
Загора (алб. Zagorë) је насељено место у општини Велика Малесија у округу Скадар, Албанија. Према попису из 1989. године било је 1.185 становника.
Загора су једно од насеља малисорског племена Шкрељи.